# Момотов Едуард Євгенович
Едуард Євгенович Момотов (узб. Eduard Yevgenyevich Momotov; нар. 22 січня 1970, Усть-Каменогорськ, Казахська РСР) — радянський та узбецький футболіст, захисник.

## Клубна кар'єра
Народився у спортивній родині. Євген, батько Едуарда, — футболіст та тренер. З 4 років Момотов займався хокеєм, але в 9-річному віці через травму руки вирішив змінити вид діяльності та записався на футбол у ДЮСШ Усть-Каменогорська. У 1989 році після перегляду приєднався до клубу «Восток» і наступний сезон, заслужив довіру головного тренера Сергія Гороховодацького, грав в основному складі команди. Після закінчення чемпіонату перейшов у джамбульський «Хімік», проте невдовзі повернувся до «Востока», звідки у 1992 році перейшов до «Нафтчі» з Фергани, який виступав у вищій лізі чемпіонату Узбекистану.
За чотири сезони Момотова в «Нафтчі» клуб виборов 4 золоті медалі чемпіонату Узбекистану, став бронзовим призером в азійської Ліги чемпіонів і здобув перемогу в кубку Узбекистану, а футболіст взяв участь у 87 матчах та відзначився 13-ма голами. Потім перейшов до «Навбахору», у складі якого став п'ятиразовим чемпіоном країни. 1998 року поповнив ряди новоросійського «Чорноморця», учасника вищого дивізіону чемпіонату Росії, за який відіграв два сезони. З 2002 до завершення кар'єри в 2006 року виступав за новокузнецький «Металург».

## Кар'єра в збірній
Незважаючи на те, що Момотов є уродженцем Казахастану, пропозицій виступати за збірну рідної країни йому не надходило, тому він вирішив представляти Узбекистан. Дебютував за національну команду 19 червня 1996 року у матчі Кубку Азії проти Таджикистану. Загалом зіграв за збірну 15 матчів. У складі національної збірної Узбекистану брав участь у Кубку Азії 1996 років.

## Кар'єра тренера
Після завершення кар'єри залишився у системі «Металурга» і став головним тренером молодіжної команди, водночас навчаючись у Вищій школі тренерів. Також був наставником «Кузбасу» (2010—2013), «Шахтаря» з Прокоп'євська та «Новокузнецька». У сезоні 2020/21 років обіймав посаду помічника тренера в черкеському «Інтері» (у 2021 році клуб розформований).

## Досягнення
- Суперліга Узбекистану
  -  Чемпіон (5): 1992, 1993, 1994, 1995, 1996

- Кубок Узбекистану
  -  Володар (1): 1994